# Francisco Gentil
Francisco Soares Branco Gentil GCSE (Santiago, Alcácer do Sal, 27 de Fevereiro de 1878 – Santos-o-Velho, Lisboa, 13 de Outubro de 1964) foi um médico-cirurgião e professor português.

## Biografia
Nasceu a 27 de fevereiro e foi batizado a 22 de abril de 1878, na freguesia de Santiago, em Alcácer do Sal, sendo filho de António de Faria Gentil, secretário das Finanças em Lisboa, natural de Alcácer do Sal (freguesia de Santa Maria do Castelo), e de Maria Augusta Soares Branco Gentil, natural de Alcácer do Sal (freguesia de Santiago).
Lente da antiga Escola Médico-Cirúrgica de Lisboa e depois da Faculdade de Medicina da Universidade de Lisboa, Francisco Gentil foi um dos grandes entusiastas da criação do Instituto Português de Oncologia, do qual foi fundador e diretor, além de ter ocupado também o cargo de diretor da Faculdade de Medicina da Universidade de Lisboa entre os anos de 1915 e 1918. Antigo Membro do Conselho Superior de Instrução Pública, etc, foi membro de numerosas sociedades científicas de todo o Mundo e autor de diversos, conhecidos e apreciados trabalhos sobre Medicina da sua especialidade.
A 20 de maio de 1953 foi agraciado com a Grã-Cruz da Ordem Militar de Sant'Iago da Espada.
Morreu a 13 de outubro de 1964, vítima de trombose cerebral, aos 86 anos, em sua casa, na Rua das Praças, n.º 49, freguesia de Santos-o-Velho, em Lisboa.

## Casamentos e descendência[6]
Casou primeira vez na igreja do Lumiar, em Lisboa, a 27 de Julho de 1901, com Alice Pires de Mascarenhas (Santa Justa, Lisboa, 22 de Fevereiro de 1878 – Anjos, Lisboa, 1 de Maio de 1909), filha do Dr. Abílio Pinto Mascarenhas, também Médico, natural de Lisboa (freguesia da Conceição Nova), e de sua mulher Carlota Pires, da qual teve três filhas e dois filhos:
- Maria Madalena Mascarenhas Gentil (Lisboa, 21 de Junho de 1902 – ?), casada em Cascais, Estoril, a 8 de Março de 1926, com António Augusto da Silva Martins (Abrantes, São João/São Vicente, 4/5 de Abril de 1892 – Lisboa, Pedrouços, 3 de Outubro de 1930), ex-campeão de tiro e participante nos Jogos Olímpicos de Verão de 1924, em Paris, pais, entre outros, do cirurgião plástico e cirurgião pediatra António Gentil da Silva Martins e do oncologista Francisco Gentil da Silva Martins
- Maria Helena Mascarenhas Gentil (Lisboa, 30 de Maio de 1903 – ?), casada em Cascais, Estoril, a 16 de Novembro de 1928, com Mário de Paxiuta e Quina (Évora, 17 de Fevereiro de 1902 - ?), Engenheiro Civil, Médico, Banqueiro e Major do Exército, pais do médico e Professor Mário Quina, Medalha de Prata nos Jogos Olímpicos de Verão de 1960, em Roma, do Dr. Miguel Gentil Quina, banqueiro que dirigiu o Banco Borges & Irmão de 1970 até 1975 e fundou o Grupo Miguel Quina (3° maior grupo económico português até à revolução de 25 de abril de 1974), do Eng. António Gentil Quina, do Eng. Francisco Ludgero Gentil Quina, de Maria Helena Gentil de Quina Barros (casada com; Eng° Manuel Joaquim Monteiro de Barros; Consul Real State, Engenheiro Civil (pelo Técnico de Lisboa), Vice presidente do Banque Franco Portugaise em Paris, Administrador da Icesa (com quem teve 7 filhos)), do Eng. Jose Manuel Gentil Quina (que também ganhou a Medalha de Prata, na vela (classe Star), nos Jogos Olímpicos de Roma de 1960, com o seu irmão Mário).
- Maria Isabel Mascarenhas Gentil (Lisboa, 19 de Maio de 1904 – ?), Escultora, casada em Cascais, Estoril, a 17 de Dezembro de 1937, com Renato Paletti Berger (Lajes[desambiguação necessária], Açores, 15 de Maio de 1903 – a. 1987), Engenheiro, filho de José Júlio Lapelier Berger, de origem Francesa, e de sua mulher (Lagos, Santa Maria, 4 de Fevereiro de 1980) Adelina da Glória Paletti (Lagos, São Sebastião, 28 de Março de 1865 – Lisboa, 29 de Julho de 1922), de ascendência Italiana, e irmão de Rogério Paletti Berger, Professor, Oficial da Ordem da Instrução Pública a 7 de Março de 1957,[8] do qual teve um único filho: 
  - Francisco José Gentil Berger (1940), Professor Doutor, Comendador da Ordem do Mérito Real da Noruega a 25 de Setembro de 2009[9]
- Francisco Mascarenhas Gentil (Lisboa, 14 de Julho de 1906 – Lisboa, 20 de Julho de 1948), Licenciado em Direito pela Faculdade de Direito da Universidade de Lisboa, Advogado, casado em Lisboa a 12 de Maio de 1934 com D. Isabel Maria da Ascenção Barjona de Freitas da Costa de Sousa de Macedo (Lisboa, 16 de Maio de 1912 – 23 de Agosto de 1979), neta paterna do 1.º Conde de Vila Franca do Campo, da qual teve uma única filha: 
  - Helena Vaz da Silva (Lisboa, Santa Catarina, 3 de Julho de 1939 – Lisboa, 12 de Agosto de 2002)
- Raul Mascarenhas Gentil (Lisboa, 17 de Abril de 1909 – ?), casado primeira vez em África com Madalena Sotomayor, da qual teve um filho e uma filha, divorciados, e casado segunda vez com Maria Helena Pires: 
  - Francisco Augusto Sotomayor Gentil (22 de Maio de 1940), solteiro e sem geração
  - Maria Madalena Sotomayor Gentil, casada e com geração

Casou segunda vez civilmente em Lisboa, a 29 de Dezembro de 1912, com Alda Cabral (Lisboa, São Mamede, 16 de Abril de 1889 – Cascais, Estoril, 8 de Agosto de 1940), filha de Francisco Pereira Cabral e de sua mulher (Lisboa, Santa Isabel, St. George's Church, 3 de Novembro de 1883) Maria Marta Sneyd (Lisboa, 29 de Abril de 1865 – ?), Inglesa, da qual teve uma filha:
- Maria Antónia Cabral Gentil (Lisboa, Marvila, 9 de Outubro de 1916 – ?), casada em Lisboa a 31 de Março de 1937 com António Guedes de Herédia (Lisboa, Sacramento, 10 de Março de 1901 – Lisboa, 13 de Agosto de 1997), Proprietário, conhecido desportista, que em Monarquia seria Representante do Título de Visconde da Ribeira Brava e Fidalgo de Cota de Armas de Herédia e Correia; timbre: de Herédia, com geração